# مغامرة الجندي الشاحب
مغامرة الجندي الشاحب (The Adventure of the Blanched Soldier) واحدة من 56 قصة قصيرة لشيرلوك هولمز من تأليف السير آرثر كونان دويل. واحدة من 12 في سلسلة كتاب قضايا شرلوك هولمز. نشرت القصة في 1926 في مجلة الستراند. على غيرِ العادة، يروي تفاصيل هذه المغامرة المحقق شيرلوك هولمز نفسُه، لا صديقُه الدكتور واطسون.

## الترجمة العربية
مغامرة الجندي الشاحب، مؤسسة هنداوي، ترجمة نرية محمد صبري ومراجعة شيماء طه الريدي.